# Calidota strigosa
Calidota strigosa är en fjärilsart som beskrevs av Walker 1855. Calidota strigosa ingår i släktet Calidota och familjen björnspinnare. Inga underarter finns listade i Catalogue of Life.